# Melverley
Melverley – wieś w Anglii, w hrabstwie Shropshire. Leży 16 km na zachód od miasta Shrewsbury i 238 km na północny zachód od Londynu.